# Craspediopsis sinuosaria
Craspediopsis sinuosaria là một loài bướm đêm trong họ Geometridae.